# Wanda Group

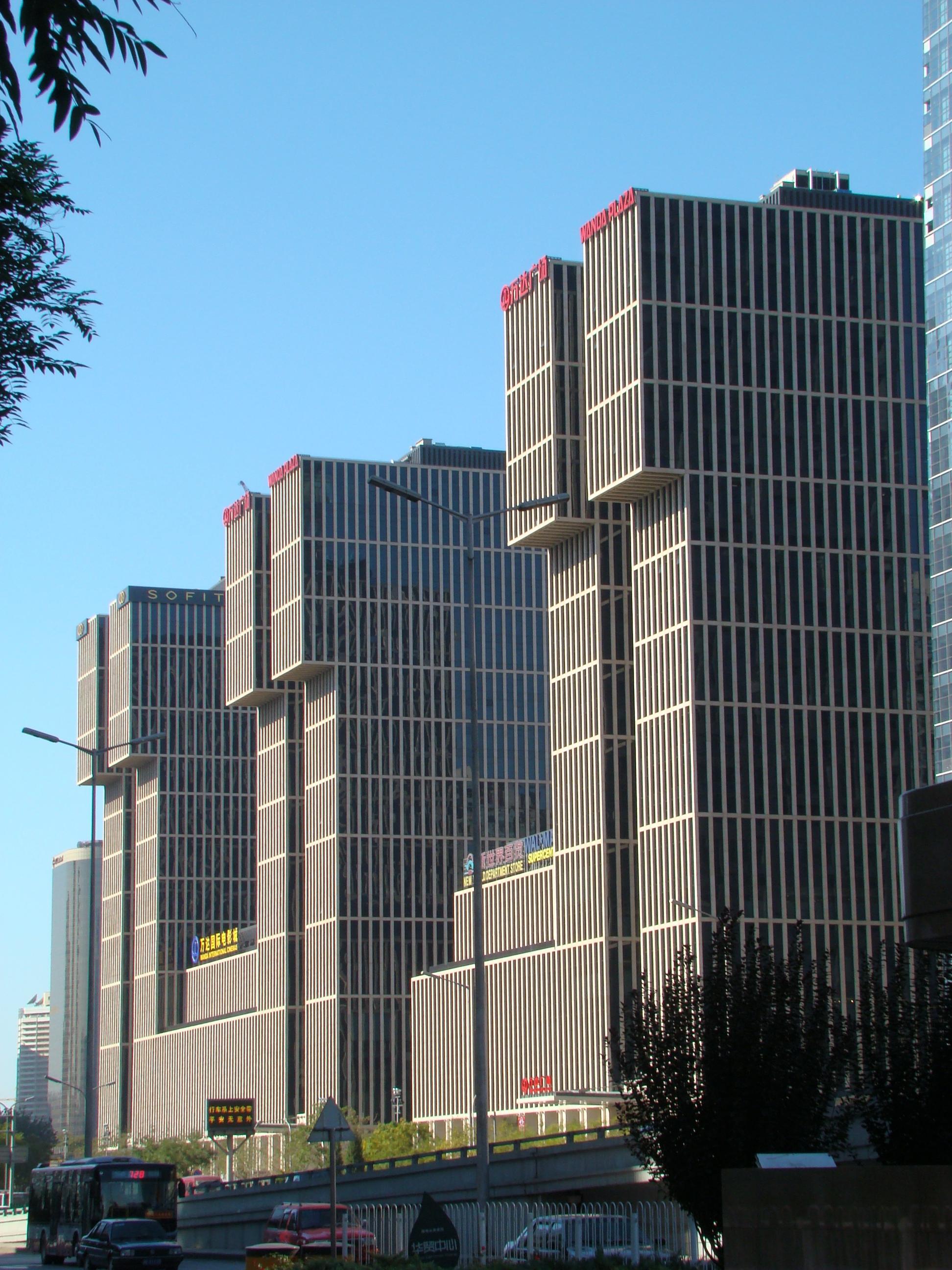
Das Wanda Plaza in Peking, Firmensitz der Wanda Group

Die Wanda Group oder Dalian Wanda Group (chinesisch 萬達集團 / 万达集团, Pinyin Wàndá Jítuán) ist ein chinesischer Konzern, der 1988 von Wang Jianlin in Dalian in der Provinz Liaoning gegründet wurde. Das Unternehmen ist börsennotiert und agiert in den Geschäftsfeldern Immobilien, Luxushotels, Unterhaltung, Internet, Finanzen, Tourismus und Einzelhandel.
2016 summierten sich die Firmenwerte auf 796,2 Milliarden Yuan (123,37 Mrd. $) und es wurde ein Umsatz von 255 Milliarden Yuan (39,51 Mrd. $) erzielt.

## Geschäftsfelder

### Gewerbeimmobilien
Wanda gehören 125 Plazas und 81 Hotels mit einer Gesamtfläche von 21,57 Millionen Quadratmetern. Dazu waren 2015 weitere 70 Plazas und 69 Hotels im Bau. Wanda Commercial Properties (WCP) ist an der Hong Kong Stock Exchange mit einem Wert von 22 Milliarden HKD notiert.

### Kultur, Tourismus, Sport
Die Wanda Cultural Industry Group ist laut eigenen Angaben Chinas größtes Kulturunternehmen. Die Jahreserträge für das Jahr 2013 betrugen 4 Milliarden US-Dollar. Zur Firma gehören diverse Unternehmen der Unterhaltungsindustrie, Themenparks, Reiseunternehmen, Filmproduktionsgesellschaften und Kunstinvestmentfirmen.

Wanda ist Chinas größte Kino-Kette mit 1657 Filmleinwänden in 187 Kinos. Außerdem gehören zu diesem Geschäftsfeld noch die weltweit operierende Kinokette AMC, die australische Kinokette Hoyts, Sunseeker International und 20 % von Atlético Madrid.
Im Jahr 2015 kaufte Wanda für 1,2 Milliarden US-Dollar bzw. 650 Millionen US-Dollar das Schweizer Sportmarketing-Unternehmen Infront Sports & Media sowie die World Triathlon Corporation (WTC: Veranstalter der Ironman-Wettbewerbe). Infront und WTC sind seit Ende 2015 zusammengefasst unter dem Dach der „Wanda Sports Holding“. Anfang 2018 wurden Angebote für einen Börsengang in Hong Kong und Amerika eingeholt und diese werden nun evaluiert.
Im Januar 2016 erwarb Wanda die Mehrheit am US-Unternehmen Legendary Entertainment, der Mutterfirma des Filmstudios Legendary Pictures und des Comicverlags Legendary Comics, für 3,5 Milliarden US-Dollar. Das Studio produzierte u. a. Jurassic World, Batman, Godzilla und Inception. Im März 2016 übernahm Wanda Carmike Cinemas Inc. in den USA. Mit den beiden Käufen gehören die meisten Kinos und rund 8400 Kinoleinwände in den USA zu Wanda, was 20 % des US-Marktes darstellt.
Im Mai 2017 gab Wanda bekannt, dass sie bis 2024 3,3 Milliarden US-Dollar in EuropaCity, einem Mega-Projekt in der Nähe des Flughafens Charles de Gaulle in Paris, investieren wird. Dort sollte auf über 80 Hektar ein Themenpark mit kulturellen Ausstellungen, Einkaufsmeilen, Outdoor-Sportveranstaltungen und Restaurants entstehen, das Projekt wurde jedoch nicht verwirklicht.
Weitere geplante Aktivitäten außerhalb Chinas sind ein Projekt am Ufer der Themse in London sowie ein großer Industriepark in Indien mit einem Investitionsvolumen von 10 Milliarden US$.

### Elektronischer Handel
Wanda E-commerce und 99bill gehören hier dazu. Dieser Sektor gilt als der am schnellsten wachsende.

### Kaufhäuser
Wanda betreibt in vielen chinesischen Städten wie beispielsweise Peking, Shanghai, Chengdu, Wuhan 99 Kaufhäuser mit einer Gesamtfläche von 2,9 Millionen Quadratmetern; Wanda gilt als Chinas größte Kaufhauskette.
2013 kaufte die Wanda Group das Edificio España in Madrid für 265 Millionen Euro. Da das Gebäude und speziell die Fassade unter Denkmalschutz steht, wurden die Investorenpläne der chinesischen Eigentümer das Hochhaus mit Hotel, Wohnungen und Einkaufszentrum auszustatten, von der Regierung abgelehnt.
Das Edificio España wurde am 15. Oktober 2016 für 272 Millionen Euro an die spanische Grupo Baraka, des Südspaniers Trinitario Casanova veräußert.
Ende 2015 bemühte sich die Wanda Group um einen Tourismuskomplex in Oropesa del Mar, Spanien. Für 75 % der Immobilien von Marina d’Or sollen 1,2 Milliarden Euro offeriert worden sein.

### Sponsoring
Seit 2011 ist Wanda Hauptsponsor der Chinese Super League, der höchsten chinesischen Fußball-Spielklasse.
Am 18. März 2016 unterschrieb Wanda einen Vertrag mit der FIFA, um Sponsor bei den nächsten vier Fußballweltmeisterschaften bis 2030 zu sein. Dieser Deal macht Wanda zum ersten chinesischen FIFA-Hauptsponsor.
Am 9. Dezember 2016 unterschrieb Wanda einen Vertrag mit Atlético Madrid, sodass das Estadio Metropolitano bis zum Ende der Saison 2021/22 den Sponsorennamen Wanda Metropolitano trug. Der Wanda Group gehören bereits 20 % des spanischen Fußballclubs.
Seit 2020 ist die Wanda Group Namensgeber und Hauptsponsor der Leichtathletik Event Serie Diamond League. Dieses Sponsoring wurde über eine Zeitspanne von 10 Jahren abgeschlossen.